# Segmentatie (digitale beeldverwerking)
Segmentatie is binnen digitale beeldverwerking het opsplitsen van een afbeelding in segmenten (groepjes pixels die bij elkaar horen) volgens bepaalde eigenschappen van de afbeelding om zo de belangrijke informatie uit een afbeelding te halen.

## Toepassingen
Segmentatie kan gebruikt worden bij gezichts- en vingerafdrukherkenning, objectherkenning of bij het herkennen van wegen, bossen en weilanden op satellietfoto's. Enkele toepassingen bevinden zich ook binnen de medische wereld in een beeldvormend onderzoek om zo bijvoorbeeld de grootte van een tumor te kunnen meten.

## Methoden
Gebaseerd op de verschillende eigenschappen van een afbeelding zijn er verschillende methoden om een afbeelding te segmenteren.

### Randdetectie
Segmenten van een afbeelding onderscheiden zich meestal door een abrupte overgang in intensiteit, zo heeft de weg op een satellietfoto een andere intensiteit dan de omliggende weilanden. Deze overgangen (randen of edges) duiden dan de scheidingslijnen tussen de verschillende segmenten aan. Belangrijk hierbij is dat er bepaalde marges ingebouwd moeten worden omdat deze scheidingslijnen weleens onderbroken kunnen zijn.

### Histogram gebaseerd
Segmenten van hetzelfde type hebben ongeveer dezelfde kleur en intensiteit, zo hebben weilanden allemaal ongeveer dezelfde kleur groen. Bij deze techniek berekent men het histogram van een afbeelding, deze vertoont normaal pieken en dalen rond bepaalde kleuren of intensiteiten. Door de pieken te isoleren kan de afbeelding opgedeeld worden in segmenten waarbij elk segment elementen van hetzelfde type bevat.
Door deze techniek te combineren met randdetectie krijg je betere resultaten dan met randdetectie alleen.

### Groeiende zones
Deze methode tracht alle segmenten in één keer te vinden door te vertrekken van enkele selectief gekozen startpunten van waaruit zones gevormd worden. Alle omliggende pixels worden vergeleken en aan de zone toegevoegd als ze gelijkaardig zijn, zo groeit de zone als het ware tot deze een volledig segment vormt. Het resultaat hiervan is eigenlijk net omgekeerd als dat van randdetectie.

### Watershed transformatie
Watershed segmentation is gebaseerd op het idee dat een afbeelding ook kan bekeken worden als een topografisch landschap met heuvels en valleien. De hoogten in het landschap worden dan gedefinieerd door grijswaarde van de pixels die ze voorstellen. Op basis van deze 3D voorstelling verdeelt de waterscheidingstransformatie deze afbeelding in catchment basins. De hoeveelheid bassins, en dus ook de mate van detail, of tegenovergesteld de duidelijkheid van grote regio's kan aangepast worden door een minimum in te stellen voor elk bassin. Dit minimum moet bekeken worden als zijnde 'water' in een vallei. De hoeveelheid water in het bassin moet zorgvuldig gekozen worden. Bij te weinig zal men oversegmentatie krijgen (te veel regio's), en bij te veel water verliest men alle detail (undersegmentation). Watershed is echter sterk gevoelig voor beeldruis. Daarom is voorgaande filtering van essentieel belang.

## Software
Er bestaan verschillende softwarepakketten om aan segmentatie te doen.
- Insight Segmentation and Registration Toolkit
- Adobe Photoshop
- GIMP